# 11e division blindée (États-Unis)
Pour les articles homonymes, voir 11e division blindée.

Insigne de la 11e division blindée US.

La 11e division blindée de l'armée des États-Unis (11th Armored Division - 11AD) fut une division blindée de l'armée de terre des États-Unis (US Army) pendant la Seconde Guerre mondiale.

## Histoire
La 11e division blindée fut activée, comme nombre de divisions américaines, le 15 août 1942 à Camp Polk en Louisiane. Déplacée le 24 juin 1943 afin de réaliser des manœuvres en Louisiane, puis transférée au camp de Barkeley, au Texas, le 5 septembre 1943. Elle participa également à des manœuvres en Californie. Elle eut ses quartiers à Kilmer Camp dans le New Jersey du 16 septembre 1944 jusqu'à son départ pour l'Europe.
Elle embarqua du port de New York le 29 septembre 1944 et arriva en Angleterre le 11 octobre 1944.
Elle arrive en Angleterre le 11 octobre 1944 et se prépare au combat en s'entraînant pendant deux mois dans la plaine de Salisbury. La division débarque en Normandie le 16 décembre 1944, avec pour mission de contenir l'ennemi dans la poche de Lorient, mais le début de la bataille des Ardennes entraîne une marche forcée vers la Meuse et la défense d'un secteur de 50 km de Givet à Sedan, le 23 décembre. En lançant une attaque depuis Neufchâteau, en Belgique, le 30 décembre, le 11e défendit la route de Bastogne contre un assaut féroce.
Un témoin oculaire, John Fague, de la compagnie B du 21e bataillon d'infanterie blindée de la 11e division blindée, décrit l'assassinat de 80 prisonniers allemands par des soldats américains lors du massacre de Chenogne : "On installait des mitrailleuses. Ces garçons allaient être mitraillés et assassinés. Nous commettions les mêmes crimes que ceux dont nous accusions les Japonais et les Allemands".
La division est le fer de lance d'un coin dans la ligne ennemie, et sa jonction avec la Première Armée à Houffalize, en Belgique, le 16 janvier 1945, crée un énorme piège. Après la liquidation des Ardennes, la ligne Siegfried est percée, Lützkampen tombant le 7 février, Großkampenberg le 17, et le point clé, Roscheid, le 20 février.
Après un bref repos, la division franchit les rivières Prum et Kyll, prenant Gerolstein et Nieder Bettingen contre une violente opposition. Andernach et Brohl tombèrent le 9 mars, dans le mouvement vers le Rhin. Dans le mouvement vers le sud pour dégager la poche Saar-Moselle-Rhin, la Moselle est traversée à Bullay et l'aéroport de Worms est capturé, le 21 mars.
Après s'être reposée et entretenue, la division traversa le Rhin à Oppenheim, prit Hanau et Fulda, et se dirigea vers la forêt de Thuringe, atteignant Oberhof le 3 avril. L'offensive traverse la Bavière, Cobourg tombe le 10, Bayreuth le 14.

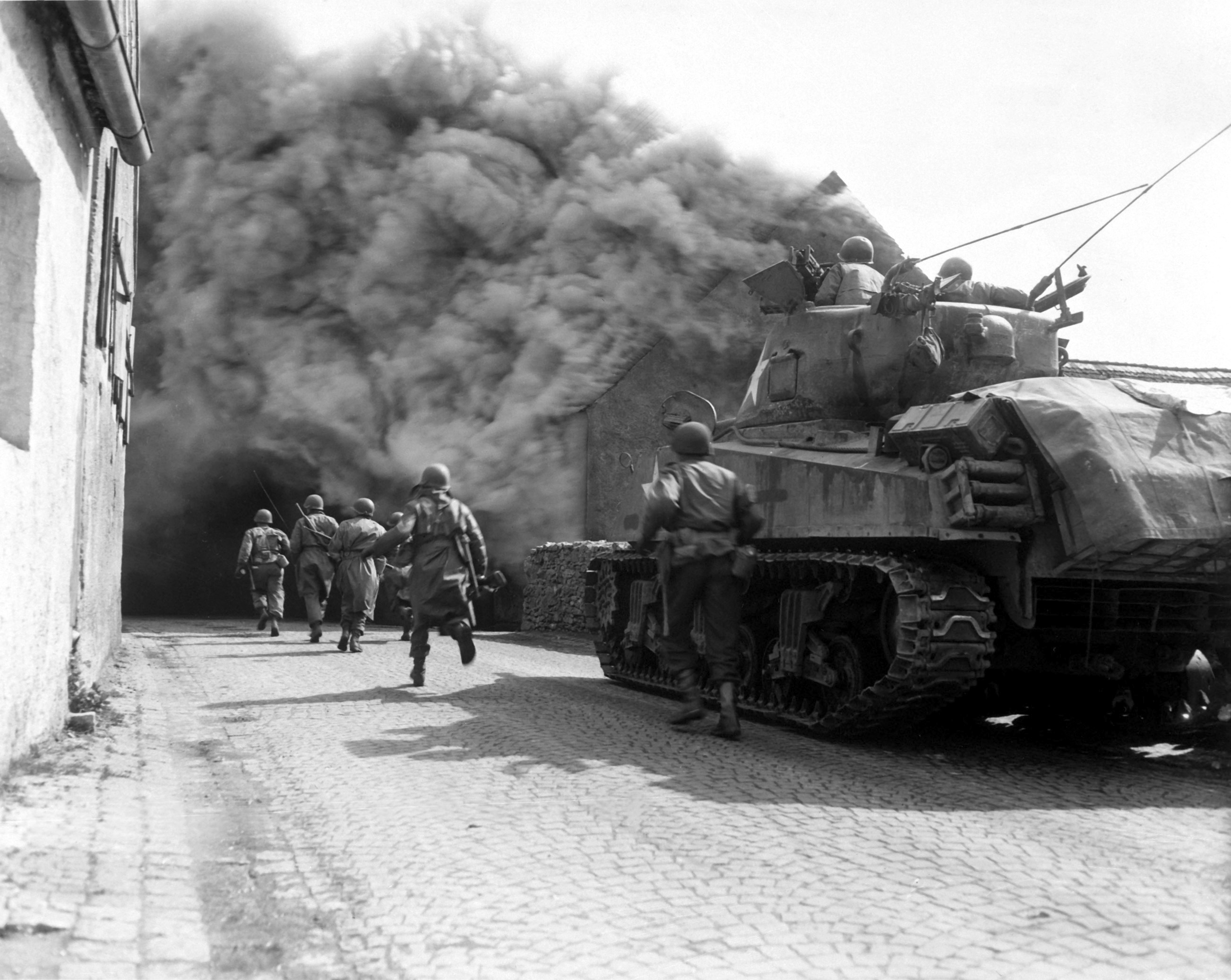
Des éléments avancés de la 11e division blindée avancent dans Wernberg en Allemagne le 22 avril 1945 (photo de l'armée américaine).

Lors de la dernière offensive, la division franchit la rivière Regen, le 24 avril, s'empare de Grafenau et de Freyung, et plonge vers le Danube, s'emparant de Rohrbach, Neufelden et Zwettl. L'ennemi oppose sa dernière résistance significative aux abords de Linz, en Autriche, mais la 11e entre dans la ville le 5 mai. Poussant plus loin, les éléments entrent en contact avec les forces soviétiques, le 8 mai, la première unité de la 3e armée (US Third Army) rencontrant l'Armée rouge soviétique.

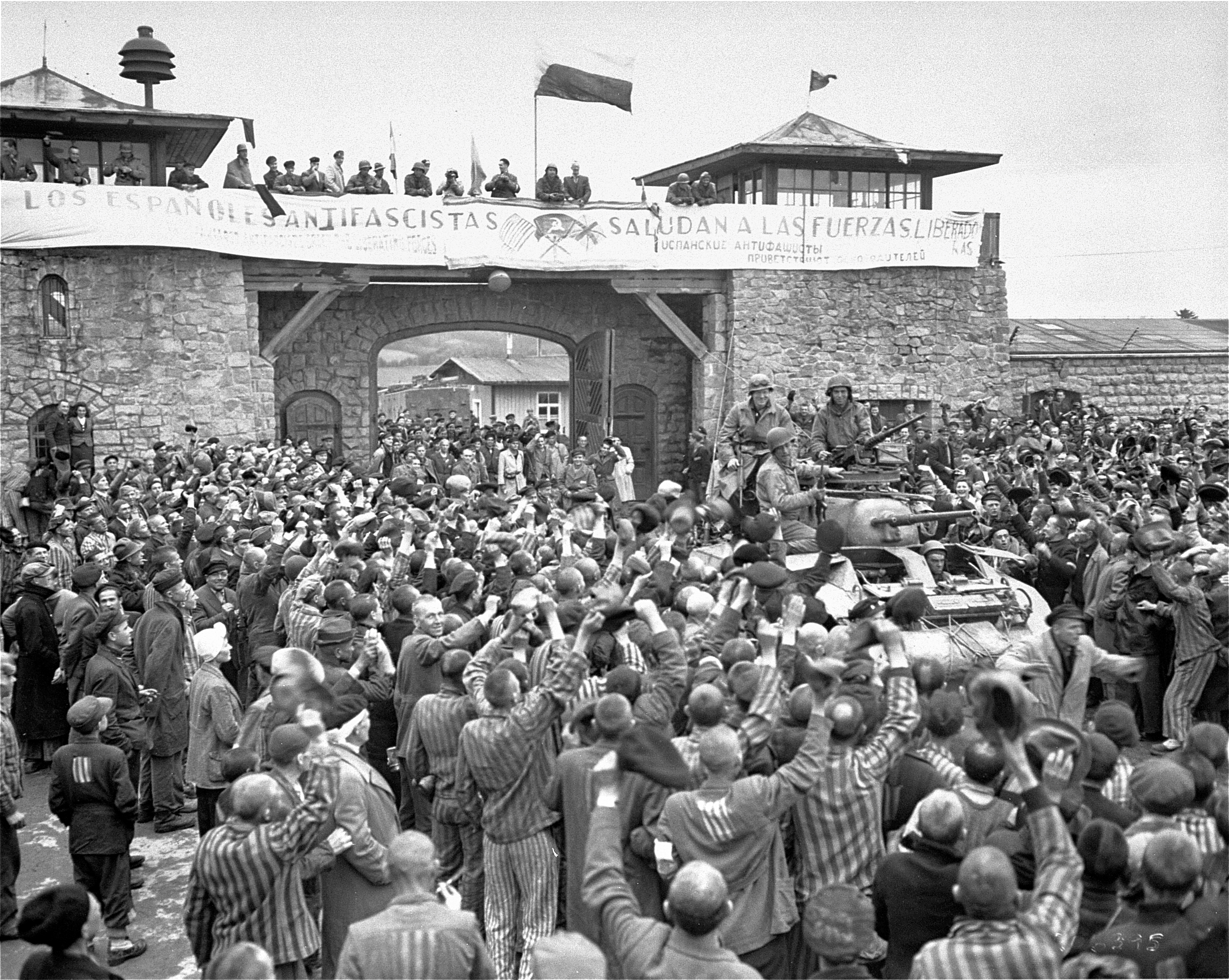
Un véhicule blindé M8 Greyhound de la 11e division entrant dans le camp de concentration de Mauthausen, en Autriche, le 6 mai 1945.

Le 5 mai 1945, des éléments de la 11e division blindée américaine ont libéré le camp de concentration de Mauthausen.
La guerre en Europe se termine officiellement le 9 mai, et la division est placée en service professionnel jusqu'à sa dissolution le 31 août 1945.

## Commandants
Les commandants de la 11e Division blindée furent:
- Major général Edward H. Brooks, août 1942 - mars 1944
- Brigadier général Charles S. Kilburn, mars 1944 - mars 1945
- Brigadier General (puis Major General) Holmes E. Dager, mars 1945 - mai 1945

## Composition
La division était composée des unités suivantes :
- Quartier général
- Compagnie du quartier général
- Commandement de combat A
- Commandement de combat B
- Commandement de combat de réserve
- 22e bataillon de chars
- 41e bataillon de chars
- 42e bataillon de chars
- 21e bataillon d'infanterie blindée
- 55e bataillon d'infanterie blindée
- 63e bataillon d'infanterie blindée
- Batterie d'état-major et de quartier général, 11e division blindée Artillerie
  - 490e bataillon d'artillerie de campagne blindée
  - 491e bataillon d'artillerie de campagne blindée
  - 492e bataillon d'artillerie de campagne blindée
- 41e escadron de reconnaissance de la cavalerie (mécanisé)
- 56e bataillon blindé du génie
- 151e compagnie blindée de transmissions
- Compagnie du quartier général et de l'état-major de la 11e division blindée (trains)
  - 133e bataillon de maintenance des munitions
  - 81e bataillon médical blindé
  - Peloton de police militaire
  - Orchestre

## Pertes
- Total des pertes au combat: 2 877[5]
  - Tué au combat: 432[5]
  - Blessé au combat: 2 394[5]
  - Disparus au combat: 11[5]
  - Prisonnier de guerre: 40[5]

## Sources
- (en) Cet article est partiellement ou en totalité issu de l’article de Wikipédia en anglais intitulé « 11th Armored Division (United States) » (voir la liste des auteurs).